# 瓦格納集團—俄羅斯國防部衝突
俄羅斯的私人軍事服務公司-瓦格納集團首腦葉夫根尼·普里戈任與俄羅斯國防部長謝爾蓋·紹伊古為首的俄羅斯國防部領導層之間的衝突，在2022年俄羅斯入侵烏克蘭背景下，始於公開場合，最終導致2023年6月23日發生瓦格納集團兵變。
除了與俄羅斯國防部的衝突外，普里戈任還與車臣共和國首腦拉姆贊·卡德羅夫領導的車臣共和國領導層發生衝突。

## 背景
據《Meduza》報導，早在俄羅斯與烏克蘭發生全面戰爭前，普里戈任已與俄羅斯領導層之間出現緊張關係。根據《Meduza》的消息來源指，普里戈任與俄羅斯國防部和俄羅斯總統辦公廳都發生衝突。例如，普里戈任批評紹伊古在敘利亞的軍事行動，稱俄羅斯軍隊使用的「方法過時」。與之相對，紹伊古不滿普里戈任的公司向俄軍提供食品。
在2022年俄羅斯入侵烏克蘭的背景下，普里戈任和瓦格納集團的影響力急劇上升。在2017年至2018年期間，瓦格納集團的人數估計只有數千名戰鬥人員，到2023年1月，根據西方情報機構的估計，瓦格納集團的人數已達到50000名戰鬥人員。
瓦格納集團的影響力增長，是由於俄羅斯領導層起初以閃電戰進攻烏克蘭的計劃失敗。在對烏克蘭全面戰爭的最初幾個月，俄軍遭受了重大損失，然而俄羅斯總統弗拉基米爾·普京遲遲不宣佈全國動員。在這種情況下，俄羅斯當局開始積極招聘僱傭兵參與對烏戰鬥行動。因此，在對烏克蘭的入侵中，許多不同的俄羅斯武裝部隊參與其中：俄羅斯軍隊和國家近衛軍、卡德羅夫軍、聯邦安全局，以及各種不同的私人軍事服務公司和頓涅茨克人民共和國及盧甘斯克人民共和國的部隊。這些部隊之間開始出現內部競爭。
根據普里戈任的說法，當俄羅斯對烏克蘭的入侵並「沒有按計劃進行」時，俄羅斯領導層於2022年3月16日向他求助。同日，他的僱傭兵從非洲抵達烏克蘭後立即加入對波帕斯納的戰事。在2022年期間，普里戈任獲得了大量資源，包括自己的空中力量和重型火砲，並有權為瓦格納集團招募俄羅斯囚犯。瓦格納集團實際上變成了普里戈任的私人部隊，超出了俄羅斯法律和軍事體系的範疇。俄羅斯國防部和俄羅斯總參謀部對這種情況感到不滿，並開始試圖限制普里戈任日益增長的影響力。普里戈任則開始公開以激烈的措辭批評俄羅斯國防部。例如，普里戈任稱那些允許俄軍在赫爾松州和哈爾科夫州撤退的俄羅斯指揮官「無能」。
2022年10月24日，獨立智庫戰爭研究所報告指出，普里戈任及其瓦格納集團正在增強實力，建立與俄羅斯國防部平行的軍事結構，這對普京政權的未來構成威脅。在2022年秋季，普里戈任嘲諷地表示他正在建立「瓦格納防線」，以便讓他所稱的躲在瓦格納集團背後的武裝部隊感到安全。

### 普里戈任的政治角色
普里戈任在俄羅斯入侵烏克蘭後才真正獲得廣泛知名度。在此之前，普里戈任長時間否認與瓦格納集團有關聯，並與其說法相反的記者進行訴訟。直到2022年秋季，他才承認自己是瓦格納集團的創始人。而瓦格納集團本身存在於俄羅斯法律範疇之外，即使在2018年，俄羅斯總統的新聞秘書德米特里·佩斯科夫也表示：「在法律上，我們沒有私人軍事公司這樣的法律實體」。然而，在與烏克蘭的戰爭中，瓦格納集團的存在開始受到實質承認。俄羅斯官媒越來越頻繁地提到瓦格納集團，俄羅斯的城市出現了普里戈任軍事公司的廣告牌，這個組織的僱傭兵甚至開始參與俄羅斯學校的「重要對話」課程。到2023年1月，在聖彼得堡一棟名為「瓦格納集團中心」的商業中心建築內，出現了同名法人實體「ЧВК Вагнер Центр」。在此之前，俄羅斯不存在任何以瓦格納集團為名的法人實體。
在2022年11月互聯網上出現了投降烏克蘭的前瓦格納集團成員葉夫根尼·努津被錘子處決之影片後，普里戈任將大錘成為瓦格納集團的象徵之一。普里戈任將自己塑造為一名軍事領導者的形象，準備以最殘酷的方式對待叛徒和「500」。然而，《佈局》雜誌聲稱，在參與對烏克蘭入侵的俄羅斯人中，普里戈任譭譽不一。部分軍人支持他，甚至有些人寫了轉職瓦格納集團的申請。例如，一位被記者採訪的軍官表示：「對於我們的小夥子們，我可以肯定地說，幾乎所有人都支持他。這位老兄很嚴肅。紹伊古是個混蛋，這是事實。」根據一名俄羅斯動員兵的聲明，對普里戈任的支持是由於俄羅斯常規軍隊指揮官的無能和俄羅斯國防部高層的謊言。然而，部分軍人和激烈批評者對普里戈任和瓦格納集團提出批評，特別是瓦格納集團進行的非法處決。前瓦格納集團成員在匿名下告訴記者，他們對普里戈任的態度因錘子處決的影片公開而改變。他們開始擔心瓦格納集團變成了一個「失控」的組織，而普里戈任則被視為喪心病狂、失控，並且草菅人命的人。
《重要故事》的消息來源表示：「在安全部隊中流行一種觀點：普里戈任是懸在精英頭上的達摩克利斯之劍，他是為了控制他們並維持恐懼氛圍而存在的。」根據他的觀點，普里戈任的活動得到了普京的批准，普京知道俄羅斯精英對於對烏克蘭發動戰爭的必要性存在疑慮，因此他藉由普里戈任來威脅他們，普里戈任的活動並不受法律約束。有人推測普里戈任的活動對於普京來說是必要的，以「使國防部長謝爾蓋·紹伊古及其部屬保持緊張狀態」。
另一位《重要故事》的消息來源，與俄羅斯國防部接近的人表示，瓦格納集團完全依賴俄羅斯國防部的彈藥供應、後勤、醫療和其他軍事基礎設施，沒有這些支持，普里戈任的軍隊將很快失去戰鬥能力。然而，儘管普里戈任在俄羅斯聯邦安全局和俄羅斯國防部引起了許多人的不滿，瓦格納集團繼續在俄羅斯總統的支持下活動。另一位接受記者採訪的匿名人士，是前特種部隊成員，他推測克里姆林宮正準備讓普里戈任填補已故俄羅斯自由民主黨領袖弗拉基米爾·日里諾夫斯基留下的政治空白，而普里戈任可能成為從烏克蘭戰爭退伍後的退伍軍人中「指導者」的角色，以避免他們對當局造成困擾。根據《重要故事》的一位接受採訪的消息來源表示，在俄羅斯，沒有一位現有的「系統性政治家」適合這一角色，因為退伍軍人不接受這些政治家，但他們都認識普里戈任。同時，普京需要一位對他個人忠誠的政治家，而普里戈任看起來符合這一角色。根據記者所說，如果對普京政權發展出了負面的情況，普里戈任可能被賦予像是普京的執行者一樣的角色，他能夠展示對俄羅斯精英階層進行暴力、實行壓制和執行死刑的能力。許多政治評論家也將普里戈任及其私人軍事委員會與伊凡雷帝時代的特轄區管進行比較。同時，與普京圈子關係密切的一位商人表示，普里戈任「更關注金錢，而不是政治」，同時他認為普里戈任是普京的親密圈成員，對俄羅斯總統個人忠誠，並與他有著「血脈相連」的關係。

#### 2023年3月至6月
然而，在幾個月的時間裡，普里戈任經歷了一次銳變，開始將自己定位為一個「坦率批評者」，願意講述令人不快的真相並以最尖銳的方式批評俄羅斯的最高領導層。
截至2023年6月，普里戈任致力塑造自己為「『特種軍事行動』的人民英雄」形象。根據俄羅斯社會調查的數據，到2023年5月，普里戈任的信任評級達到4％，與國家杜馬發言人維亞切斯拉夫·沃洛金和俄羅斯聯邦共產黨主席根納季·久加諾夫持平。俄羅斯社會學研究機構「俄羅斯戰地社會學服務社」指出，普里戈任不僅在外部戰線上作戰，還在內部戰線上積極提高知名度和聲譽。他的行動非常成功地轉化為知名度和聲譽。根據俄羅斯社會學家和政治學家的觀點，普里戈任通過結合具有攻擊性的營銷手法和具體成就來提高自己的知名度。特別是，他試圖將巴赫穆特的佔領作為自己的個人功績「推銷」給公眾。由於巴赫穆特是俄羅斯軍隊數月來唯一的重大佔領，所以公眾不可能忽視這一成就。

### 普里戈任引人注目的言論
到2023年6月，普里戈任開始定期發表一些言論，這些言論已經超過了俄羅斯的任何公眾人物所能表達的範疇。記者們指出，如果其他人發表了他說過的言論，可能會面臨刑事指控。

## 普里戈任與俄羅斯國防部的衝突
普里戈任領導的瓦格納集團與紹伊古領導的俄羅斯國防部的衝突普遍認為是始於2018年2月7日在敘利亞發生的哈沙姆之戰，在當地支援庫爾德族部隊的美軍遇襲後向俄羅斯國防部查詢，紹伊古卻向美國國防部否認瓦格納是受俄羅斯政府委派，導致在哈沙姆的瓦格納傭兵遭美軍猛烈空襲和炮轟，傷亡慘重，瓦格納集團自此對俄羅斯國防部失去信任。2022年12月，瓦格納集團首次對俄羅斯國防部公開嚴厲指責。當時在Telegram頻道上傳播了一些影片，聲稱瓦格納僱傭兵們因為他們的部隊在彈藥供應方面存在問題，向俄羅斯總參謀長瓦列里·格拉西莫夫上將提出了抱怨，這些士兵們稱格拉西莫夫為「基佬」和「惡魔」。普里戈任本人對此表態稱：「關於對格拉西莫夫的稱呼，我同意應該使用更為恰當的措辭。然而，在已存在的問題上，我們需要共同解決。」當時一位前瓦格納僱傭兵在接受《BBC》採訪時說：「我認為這是國防部和普里戈任之間的衝突。而且這種衝突正在升級。」《BBC》記者指出，儘管俄羅斯安全部隊之間在烏克蘭入侵後多次發生過不同的公開衝突，例如亞歷山大·霍爾達科夫斯基與卡德羅夫軍之間的衝突，但此前從未有人公開稱呼俄羅斯總參謀長為「基佬」。
2023年1月，普里戈任和俄羅斯國防部發生了一場間接的爭拗，爭論的焦點是關於奪取索萊達爾功勞歸屬的問題：瓦格納集團首領聲稱只有他的戰士才奪取了索萊達爾，而俄羅斯國防部在一段時間內有關索萊達爾戰鬥的報告中都沒有提到瓦格納集團。當時普京的發言人德米特里·佩斯科夫表示，普里戈任和俄羅斯國防部之間的衝突只存在於信息領域中。
2023年2月，隨著俄羅斯冬季攻勢的展開，俄羅斯國防部和瓦格納集團之間的競爭加劇，而在此期間，俄軍唯一在巴赫穆特方向取得的成功是在瓦格納僱傭兵付出巨大代價下實現的。從2023年2月開始，普里戈任開始抱怨瓦格納僱傭兵在巴赫穆特的激烈戰鬥中面臨「彈藥匱乏」。2023年2月16日，瓦格納僱傭兵的戰士們發布了一段影片，在其中以強調禮貌的方式向俄羅斯國防部請求提供他們所需的彈藥。當時普里戈任確認這些戰士是他的部隊，並表示這一請求取得了一定的結果。但很快在互聯網上出現了一段影片，其中瓦格納僱傭兵們戴著他們的徽章，用機槍射擊格拉西莫夫和俄羅斯陸軍總參謀長亞歷山大·拉平的畫像，並說：「這枝機槍真牛逼，將軍都是正傻逼。」普里戈任稱這段影片為「烏克蘭的假新聞」。2023年2月20日，普里戈任發布了一份新的聲明，聲稱儘管軍火庫中仍有彈藥，但俄羅斯國防部有意不向瓦格納僱傭兵提供軍火。2023年2月21日，俄羅斯國防部表示，儘管存在一些關於彈藥短缺的「誇張言論」在某些信息資源上出現，但所有對彈藥的申請將在「最短時間內」滿足部隊需求。2023年2月22日，普里戈任發布了另一段音頻講話，其中指責紹伊古和格拉西莫夫親自下令不提供瓦格納僱傭兵彈藥。 他說：「瓦格納僱傭兵似乎並不存在。過去我們形式上獲得了一些軍火，供應給某些部隊，它們據稱在巴赫穆特取代了我們。」根據普里戈任的說法，「瓦格納僱傭兵像乞丐一樣四處奔波，請求部隊指揮官以某種方式幫助。」普里戈津還發布了一張堆疊瓦格納僱傭軍兵屍體的照片，稱由於彈藥短缺，他的部隊遭受了巨大損失。 他說：「我們將會有兩倍的犧牲，直到所有的彈藥都耗盡。當所有瓦格納僱傭兵消失時，紹伊古和格拉西莫夫可能才會被迫拿起自動步槍。」普里戈任的媒體公司發起了「#給瓦格納僱傭兵彈藥」（#ДайСнарядыВагнерам）的媒體運動，該運動在整個2023年春季推廣。
軍事專家尤里·費多羅夫指出，普里戈任「只是利用」彈藥短缺問題來與俄羅斯國防部對抗，因為俄羅斯其他部隊也面臨彈藥短缺問題，這一點曾被前「東方營」指揮官亞歷山大·霍爾達科夫斯基明確提到過。
根據政治學家阿巴斯·加利亞莫夫的觀點，普里戈任試圖展示自己是「祖國的救世主」，這引起了俄羅斯國防部的不滿。根據加利亞莫夫的看法，與俄羅斯軍隊相比，瓦格納僱傭兵的行動效果並不高。然而，由於普里戈任缺乏克制，他開始給普京帶來許多政治問題。

### 2023年4月至5月
在2023年4月底，普里戈任開始表示他準備從巴赫穆特撤出他的部隊。在2023年5月，普里戈任表示：「我們被人故意剋扣彈藥，而這些彈藥實際上儲存在倉庫中。我們只能得到需求30%不到。因此，我們的損失遠遠超過了應有的水平，但我們仍在進軍。一個月前，我們被停發彈藥，現在我們只剩下不到10%。」
2023年5月5日，普里戈任發佈一段影片，在影片中，他站在瓦格納僱傭兵的屍堆前，面容因憤怒而扭曲，大喊道：「現在聽我說好，你們這些狗娘養們，這些都是誰家的父親和兒子。那些不給我們彈藥的混蛋，他們將在地獄裡吃下他們的內臟。我們的彈藥短缺了70%。紹伊古、格拉西莫夫！你們這些混蛋！彈藥在哪裡？你們看看他們，你們這些混蛋！」普里戈任向俄羅斯軍方發出了警告：「你們這些畜生坐在豪華俱樂部裡，自家的孩子們過著奢華的生活，在YouTube上拍影片。你們自以為是這個世界的主人，以為有權支配他人的生命。」在同一影片中，他宣布將於2023年5月10日將他的部隊撤離巴赫穆特，轉移到後方營地，以「舔舐傷口」，因為「沒有彈藥，他們注定會毫無意義地喪生。」普里戈任親自向紹伊古和格拉西莫夫表示：「你們將對數以萬計的死者負責……我會追究到底！」
2023年5月6日，普里戈任在他的最新聲明中首次公開表示，他被禁止從囚犯中招募僱傭兵，儘管這個消息早在2023年2月就已經出現。根據瓦格納集團的負責人所說，俄羅斯軍事指揮部採取這一步驟是「出於嫉妒的原因，為了彌補他們自己的失敗」。普里戈任表示，俄羅斯軍事機構還停止向他的瓦格納集團陣亡士兵頒發獎勵，並且不允許瓦格納集團使用特殊通信和運輸航空。
2023年5月7日，普里戈任宣稱收到了一份「作戰指令」，其中包括將向瓦格納集團「提供一切必需品」，並且負責與軍隊和瓦格納集團進行互動的人將是謝爾蓋·蘇羅維金大將。然而，他於2023年5月9日的影片聲明中，普里戈任表示這事並沒有發生。普里戈任指責俄羅斯總參謀長格拉西莫夫下令只提供所需彈藥的10%。普里戈任說道：「如果沒有彈藥，我們將離開陣地並問一問，到底是誰對祖國不忠？」在莫斯科勝利日閱兵前不久發布的影片中，他用髒話辱罵俄羅斯軍事指揮部，並補充說：「幸福的老爺子自以為他過得很好。但如果突然發現老爺子是個徹頭徹尾的白痴，那國家該怎麼辦呢？」 據《Meduza》報導，克里姆林宮對普里戈任關於「老爺子」的言論持負面態度：「當然，他後來可以說這是針對紹伊古或者抽象的普通民眾，但人們會得出明顯的結論。」
同時，評論家指出了瓦格納集團聲譽的不明確性。儘管普里戈任試圖將瓦格納集團定位為一個有效的軍事組織，但這個形象受到了批評，包括俄羅斯軍事博客。他們指出，瓦格納集團僱傭兵中高達80％都是前囚犯組成，而瓦格納集團通過「人海戰術」在戰場上取得成果，這導致瓦格納集團遭受了重大損失。根據一些俄羅斯軍事博客的說法，儘管普里戈任公開批評俄羅斯國防部，但瓦格納集團是通過從其他戰線獲得彈藥，而整個戰區都面臨「彈藥匱乏」的問題，不僅俄羅斯一方如此，烏克蘭方面也是如此。

### 2023年6月
2023年6月2日，普里戈任宣布瓦格納集團從巴赫穆特撤出。同時，普里戈任指責俄羅斯國防部的「代表」涉嫌在瓦格納集團從巴赫穆特撤退的路上埋設地雷。對於這些說法，目前無法得到獨立證實。
2023年6月5日，普里戈任的新聞辦公室發布了一段影片，影片中，瓦格納僱傭兵們正在審問俄軍第72獨立摩托化步兵旅的指揮官羅曼·韋內維京中校。在影片中，韋內維京的臉上有被毆打的痕跡，他表示因個人敵意而在醉酒狀態下開槍射擊瓦格納集團的車輛。然而，根據普里戈任頻道上所發佈的文件，韋內維京被俘的事件實際上發生在2023年5月17日。根據《BBC》記者採訪律師的說法，「瓦格納僱傭兵們綁架俄羅斯武裝部隊中校是一宗有組織的綁架政府公務員事件，而綁架發生在執行公務時」。此外，瓦格納集團的行為還觸犯了一系列相關法律條款，包括《俄羅斯刑法》第318條第2款〈對生命和健康構成威脅〉，最高可判處10年監禁。同時，記者們指出，早在2023年5月底，就早有影片出現，其中「風暴Z」的戰士們指控韋內維京下達「犯罪指令」，並抱怨韋內維京威脅要殺死他們。韋內維京本人在2023年6月8日發布了自己的影片，聲稱他在瓦格納集團的影片中的發言是在他被綁架、毆打和面臨槍決威脅的情況下被迫說出的。 他稱瓦格納集團僱傭兵們對待其他俄羅斯軍人也是如此。

### 對紹伊古家族的批評
普里戈任的嘲笑對像還包括俄羅斯國防部長紹伊古的家庭成員。例如，2023年2月20日，在向俄羅斯國防部發表講話時，普里戈任表示：「我可沒有嘲笑你們用金飯碗吃早餐、午餐和晚餐，也沒有嘲笑你們把女兒、孫女和小狗帶到迪拜度假。在俄羅斯士兵在前線犧牲的時刻，你們毫不害臊。我只是請求一件事——給予彈藥！」2023年2月，紹伊古的女婿阿列克謝·斯托利亞羅夫在社交媒體Instagram上為YouTuber尤里·達德的反戰帖子點贊。 在媒體注意到此事後，斯托利亞羅夫甚至與一位批評者發生爭執，並稱其為「Z鄉巴佬」（Z-быдло，意指支持俄羅斯入侵烏克蘭者之貶稱），但不久後，斯托利亞羅夫聲稱自己「沒有點贊」。而普里戈任則表示：「必須抓住斯托利亞羅夫並將他帶到我這裡。我會在六週內對他進行特訓，因為我自己也是Z鄉巴佬，所以我會幫助他糾正，並讓他參與戰鬥行動。」
2023年5月，普里戈任再次談到了紹伊古家族：「紹伊古的女婿搖著屁股走來走去，而他的女兒則在打開喀琅施塔得的堡壘（紹伊古之女克謝尼婭·紹伊古是喀琅施塔得歷史旅遊項目堡壘島的監督者）。你靠這些堡壘賺錢了？！你把錢花在這些堡壘上嗎？他媽的花錢買彈藥吧！當國防部長和他的小女兒還有某個博主在一起搖屁股時，還挪著那彎彎曲曲的手指，說什麼他不喜歡特種行動……不是我們想出這個特種行動的，但我們把它當作王牌，告訴他們：『如果我們決定與鄰居打架，我們就要打到底！』」普里戈任批評俄羅斯精英子女的奢靡生活方式，並表示：「事實上，男人們在戰鬥，而有些人只喜歡享樂。怎麼能讓紹伊古的女婿去阿拉伯聯合酋長國搖著他的『屁股』？顯然，這透露著一陣陣娘娘腔的味道。是的，強烈的娘娘腔，但沒什麼可怕的，這是他們家庭的選擇。」

## 公開對抗
2023年6月23日下午，普里戈任發佈長篇採訪，嚴厲指責俄羅斯國防部領導層，他在採訪中表示，俄羅斯國防部在所謂「2022年烏克蘭即將在北約支持下發動進攻」以及在「俄羅斯全面入侵烏克蘭之前烏克蘭侵略加劇」的問題上故意欺騙俄羅斯公眾和普京。普里戈任聲稱，2022年2月24日烏克蘭東部局勢與之前八年的敵對狀態並沒有什麼不同。普里戈任表示，烏克蘭總統弗拉基米爾·澤連斯基準備與克里姆林宮進行談判，但俄羅斯領導層卻以「極端主義立場」為由拒絕了談判。此外，普里戈任還指責寡頭和俄羅斯軍事領導層開始全面入侵，以從被佔領的烏克蘭領土獲取資產、更高的軍銜、軍事獎勵以及「自我推銷」。
2023年6月23日，普里戈任聲稱俄軍對瓦格納集團的後勤營地進行了導彈打擊。作為回應，普里戈任針對俄羅斯國防部長紹伊古發表了以下言論：「這個畜生將會被阻止。」俄羅斯國防部表示，所有以普里戈任名義在社交媒體上傳播關於俄軍對瓦格納集團的襲擊消息和影片都不符合事實，屬於「信息挑釁」。 隨後，俄羅斯聯邦安全局對普里戈任提起了刑事訴訟，根據《俄羅斯聯邦刑法》第279條的指控，懷疑他組織武裝叛亂。

### 僱傭軍營地遭到襲擊的影片片段
在2023年6月24日的調查中，《Meduza》聲稱，對瓦格納集團營地進行火箭襲擊的影片是假的，並提供以下證據支持這一觀點:
- 拍攝者們並沒有逃離爆炸，相反，他們朝著爆炸的方向前進[41]。
- 拍攝者立即做出明確的結論，認為是俄軍發動襲擊[41]。
- 在影片片段中沒有爆炸坑，也沒有預期中爆炸所產生的土壤[41]。
- 在影片中出現的掩體抗被新鮮樹葉掩埋，並沒有任何燒焦痕跡。 在坑的中心，有兩個篝火，周圍看不到任何爆炸坑、砲彈碎片或者砲彈容器，這些通常會留在砲彈命中區域[41]。
- 影片中聲稱的「導彈打擊的大規模傷亡」只顯示了一個無法識別的屍體和殘肢[41]。

《新報》的軍事評論員喬治·亞歷山德羅夫也認為這段「襲擊」後的影片不可信。他說：「沒有明顯的彈坑，沒有明顯的屍體碎片，沒有明顯的煙霧。火災的源頭看起來並不像導彈的殘骸。」此外，《啤令貓》調查員阿里克·托勒指出，影片的拍攝地點與之前由記者亞歷山大·西蒙諾夫在烏克蘭志願軍營地中拍攝的影片是相同的。

## 普里戈任之死
2023年8月，一架由莫斯科飞往圣彼得堡的私人飞机在莫斯科以北特维尔州库任基诺坠毁，机上七名乘客和三名机员全部罹难，並且遺體全部已被找到。
俄罗斯联邦航空运输署稱，瓦格纳集团创办人叶夫根尼·普里戈任和德米特里·乌特金均在乘客名单上，其餘五名乘客皆為瓦格納高層領導，但是也有消息声称普里戈任在另一架飞机上。
此前，有多人将名字改为叶夫根尼·普里戈任，以便掩饰普里戈任的行踪，外界因此无法独立核实普里戈任是否已经身亡，故有分析员敦促各界应保持谨慎，并小心确认事故详情是否真实。
目前網絡上普遍認為是俄羅斯總統普京為了清除威脅或報復之前的叛亂而擊落該飞机，又或是俄罗斯联邦武装力量高層人士下達擊落飛機的密令。

## 普里戈任的其他衝突

### 與拉姆贊·卡德羅夫的衝突
在2022年秋季，車臣共和國首腦拉姆贊·卡德羅夫尖銳批評了俄羅斯指揮部，尤其是亞歷山大·拉平上將，指責俄軍在頓巴斯屢戰屢敗。卡德羅夫稱拉平為「無能之輩」，聲稱他獲俄羅斯總參謀部的包庇。普里戈任公開支持了卡德羅夫對俄羅斯軍事領導的批評。卡德羅夫則稱普里戈任為自己的「兄弟」。普里戈任和卡德羅夫被認為是俄羅斯精英階層中「主戰派」最重要的代表之一，他們主張在烏克蘭進一步升級戰鬥行動。
在2023年3月，西方專家聲稱卡德羅夫和普里戈任背後之間發生了分歧，原因是普里戈任對俄羅斯國防部的批評。儘管卡德羅夫之前曾批評俄羅斯軍事指揮部，但在與俄羅斯總統弗拉基米爾·普京會面後，車臣共和國首腦急劇改變了立場，並開始在自己的社交媒體上讚揚俄軍的「明智戰術」。
2023年5月6日，普里戈任請求向紹伊古將瓦格納集團在巴赫穆特的陣地轉交給卡德羅夫的艾哈邁德特種部隊。同一天，卡德羅夫本人也請求向紹伊古轉交這些陣地給他的戰士們。同時，卡德羅夫對普里戈任說：「葉夫根尼，我想說，在我們到達陣地，分配好所有陣地之前，你將負責防守。只有當我們開始進攻時，我們才能確定你前進的方向。我們必須完全改變局勢的走向。你一直告訴我你按照男人的規則生活。所以我根據我的理解告訴你：你必須做這個、那個。有人會與你聯繫並解釋給你聽。」
2023年5月25日，卡德羅夫宣稱，超過7000名車臣戰士駐紮在「特別軍事行動」區域。2023年5月31日，卡德羅夫表示，他的部隊在頓涅茨克人民共和國準備進行突擊行動。同一天，普里戈任表示他不知道艾哈邁德特種部隊到底有什麼計劃。然後，國家杜馬議員亞當·傑利姆漢諾夫表示願意安排與普里戈任會面的時間和地點，以親自向他提供有關艾哈邁德特種部隊行蹤的答案。傑利姆漢諾夫稱普里戈任為「朝全世界大喊問題的博主」。傑利姆漢諾夫說：「我們都知道，在7至8個月裡，有多少人被送往巴赫穆特，你是他們的領導者。我們都知道國防部在這7至8個月裡對你提供了多少支持，在這兒我們全知道。你比任何人都得到了更多的支持，儘管如此，還是有這麼多犧牲。別再說了。」
車臣共和國議會主席穆罕默德·道多夫也向普里戈任發出呼籲：「事實上，你不需要了解這些任務，指揮部、最高總司令和俄羅斯聯邦英雄拉姆贊·阿赫馬托維奇·卡德羅夫知道這些就可以。你經常聲稱有人應該被處決，在衛國戰爭中，如果你這樣說的話，親愛的普里戈任，你早應被處決了。」
隨後，瓦格納集團的聯合創始人德米特里·烏特金也向道多夫作出回應：「你哪來這樣子親密，誰給你權力稱呼他為『你』和『普里戈任』……我們隨時準備像『男人對男人』一樣交談。尤其是我們彼此早在第一次和第二次車臣戰爭時就認識了。」與瓦格納集團相關的Telegram頻道上一名名為「陰影」的戰士表示：「他們將葉夫根尼·維克托羅維奇稱為博主，他們侮辱了我們，完全錯誤！當我們在做我們的工作時，從YouTube和TikTok上發佈影片的是「艾哈邁德」的那些傢伙！這裡還需要問一個問題，誰才是真正的博主，誰試圖追求正義！」
2023年6月4日，普里戈任表示他與卡德羅夫通了電話，他們「商定暫時擱置這個問題」。但是在2023年6月9日，卡德羅夫對普里戈任的解決方式進行了嚴厲批評，並暗指普里戈任在向俄軍供應物資方面存在不正當行為，並對普京不忠誠。卡德羅夫說：「沒有人向普里戈任承諾過黑幫式的解決方式，這不是我們的風格。我準備出發，或者飛過去，面對面地進行對話。但在普里戈任的最新聲明中，他竟然以90年代的風格呈現了這一切。」而普里戈任則表示，他停止爭拗只是為了防止衝突升級為「大量流血」的火拼，因為「勝利者顯而易見」。
2023年6月10日，紹伊古發布命令，要求所有參與對烏入侵的志願軍組織必須與國防部簽訂合同時，「艾哈邁德」特種部隊作為第一個同類團體簽署了合同，而普里戈任則拒絕這一要求。

### 與伊戈爾·斯特列爾科夫的衝突
在2023年1月，普里戈任和前頓涅茨克人民共和國國防部長伊戈爾·斯特列爾科夫之間爆發衝突。和普里戈津类似，斯特列爾科夫支持對烏入侵，也在入侵开始当日就開始强烈批評俄羅斯國防部在前線上的失敗。普里戈任和斯特列爾科夫都主張俄羅斯在烏克蘭戰爭中升級。 然而，斯特列爾科夫也批評普里戈任，特別是說他「打得不對」，並经常强调普里戈津是一个罪犯，不應該從事公共政治。作為對斯特列爾科夫言論的回應，2022年1月，普里戈任稱斯特列爾科夫為「沙發軍師」，隨後邀請斯特列爾科夫加入瓦格納集團，以「檢驗他的立場」並利用前頓涅茨克人民共和國軍事領導人的戰鬥經驗。斯特列爾科夫表示，如果普里戈任親自而不是通過媒體邀請他加入瓦格納集團，他願意參加。普里戈任表示斯特列爾科夫的行為像個「無恥小人」。他確信，在斯特列爾科夫到達頓巴斯後，當地的戰地指揮官會問他很多問題，比如「混蛋，你為什麼來這裡，該死的東西？」，「你為什麼背叛斯拉夫揚斯克？」，「告訴我們你是如何拋棄孩子們的，你這個畜生！」普里戈任向斯特列爾科夫提出讓他在接下來的幾個月參加最激烈的戰鬥地區：「如果他活下來，我會握手表示敬意。如果他試圖逃跑，我會對他尿尿。如果他以英雄的方式陣亡，我們會給他一個光榮的葬禮。」在那之後，斯特列爾科夫表示：「普里戈任先生最近的公開講話中對我進行了明顯的謊言攻擊，這完全排除了我參與該特種兵公司的可能性。我無法在一個公然指責我背叛俄羅斯的人的領導下服役。更不用說這些指責伴隨著骯髒的侮辱了。」

## 評論
荷蘭政治學家卡斯·穆德（Cas Mudde）將普里戈任的「計劃」描述為一種激進的民粹主義運動。這種運動的共同原則包括：嚴格將社會劃分為「好人民」和「壞精英」，要求（和承諾）拯救國家以及採取威權主義的方法來實現這些口號。